# Joachim Karl Johann Dubbels
Joachim Karl Johann Dubbels (* 13. Dezember 1876 in Dornbusch (Drochtersen/Provinz Hannover); † 19. Mai 1942 in Hamburg) war ein deutscher evangelisch-lutherischer Theologe.

## Leben
Geboren wurde Dubbels als Sohn des Organisten und Hauptlehrers in Hamburg-Altengamme Jacob Dubbels und seiner Frau Agnes. Er studierte Evangelische Theologie an der Universität Halle-Wittenberg und der Christian-Albrechts-Universität zu Kiel. Am 13. März 1900 legte er das erste und am 25. März 1902 das zweite theologische Examen in Hamburg ab, wo er am 9. Dezember 1903 für die Evangelisch-Lutherische Kirche im Hamburgischen Staate ordiniert wurde.
Nach kurzer Tätigkeit für den Verein Innere Mission wurde Dubbels Hilfsprediger der St. Thomaskirche in Hamburg-Rothenburgsort.
Am 21. Juni 1904 wurde er an der St.-Gertrud-Kirche in Hamburg-Hohenfelde zum Pastor gewählt und am 20. September 1904 von Georg Behrmann (1846–1911), Senior des hamburgischen Geistlichen Ministeriums, in dieses Amt eingeführt. Seine Antrittspredigt hielt Dubbels über Jesaja 45,11. Dubbels erwarb sich dort den Ruhm eines großartigen Predigers, dessen Gottesdienste sehr gut besucht waren. Franz Tügel, der Hamburger Bischof von 1934 bis 1945, beschreibt Dubbels als menschlich und theologisch eigenständige und tiefwurzelnde Persönlichkeit – ein Urteil über erhebliche politische und theologische Differenzen hinweg. Von 1917 bis 1918 wirkte er als Militärgeistlicher.
Am 17. Februar 1929 wurde er zum Hauptpastor an der St.-Katharinenkirche in Hamburg gewählt und am 9. April 1929 durch seinen Freund Heinz Beckmann (1877–1939), den Hauptpastor an der St.-Nikolai-Kirche, in dieses Amt eingeführt. Dubbels beging am 20. September 1929 sein 25-jähriges Jubiläum als hamburgischer Pastor und übersetzte Dantes „Göttliche Komödie“ ins Deutsche. Dubbels galt als kirchenpolitisch liberal. Besonders betont wurde seine stille Wesensart, was ihn nicht daran hinderte, während des Dritten Reiches klar Position gegen den Nationalsozialismus zu beziehen.

Karl Dubbels ca. 1940 als Hauptpastor an St. Katharinen in Hamburg

Als Hauptpastor gehörte es zu seinen Aufgaben, junge Theologen zu prüfen. Dubbels' Fachgebiet war dabei das Alte Testament, er beschäftigte sich intensiv mit der Hebräischen Bibel. Außerdem prüfte er in Kirchengeschichte und hatte ein umfangreiches Wissen auch in entlegeneren Gebieten der Kirchengeschichte. Einen Ruf als Professor für Kirchengeschichte an die Universität Marburg lehnte er jedoch ab, da er seine Aufgabe in Hamburg an St. Katharinen sah. Er betonte besonders die Bedeutung des Reformators Philipp Melanchthon als „Sicherung“ gegen Schwärmertum oder geistige Verkrampfung des Luthertums. Er hielt Vorlesungen wie im Wintersemester 1929/30 über „Geschichte der christlichen Frömmigkeit“ sowie Vorträge über Dante und lehrte als Kenner der Orgelmusik an der Kirchenmusikschule.
Von Anfang an wandte sich Dubbels gegen die Gleichschaltung der evangelischen Kirchen im nationalsozialistischen Staat. Bereits vor 1933 – am 2. Dezember 1931 – wurde er Vorsitzender des Ausschusses des hamburgischen Geistlichen Ministeriums zur Ausarbeitung der Richtlinien für die politische Betätigung von Pastoren. In dieser Eigenschaft wurde er besonders von Franz Tügel, dem späteren (seit 1934) deutsch-christlichen Bischof Hamburgs, bekämpft, der selbst seit 1931 NSDAP-Mitglied war. Am 20. März 1933 urteilte Dubbels im Schulausschuss des Kirchenrates über ein neu einzuführendes Religionsbuch, dass seine Herausgabe nicht wünschenswert sei, da „wir dann ein von allem Jüdischen gereinigtes Lehrbuch bekommen würden“. Dubbels gehörte dem Landesbruderrat der Bekennenden Kirche in der hamburgischen Landeskirche an, den er jedoch zur Jahreswende 1935/36 aufgrund der inneren Zerrissenheit der Bekenntnisgemeinschaft wieder verließ, und solidarisierte sich im März 1934 mit dem zugunsten von Tügel abgesetzten Landesbischof Simon Schöffel. Gemeinsam mit Schöffel und dem Hauptpastor Theodor Knolle verfasste Dubbels ein Gutachten gegen die von Tügel im Mai 1934 durchgeführte Eingliederung der hamburgischen Landeskirche in die Reichskirche. Darin hieß es u. a.: „Wir erkennen ferner die gegenwärtige Kirchenregierung der Evangelisch-lutherischen Kirche im Hamburgischen Staate nicht mehr als die geistliche Leitung unserer Landeskirche an. In diesem Notstand unterstellen wir uns in allen Angelegenheiten, die geistliche Autorität voraussetzen, vertrauensvoll dem Bruderrat der Evangelisch-lutherischen Kirche im Hamburgischen Staate“ (zitiert nach dem unten erwähnten Artikel von Rainer Hering im Biographisch-Bibliographischen Kirchenlexikon).
Mit seiner Ehefrau Luise Schölermann (1882–1958) hatte Dubbels sechs Kinder. Zentrum des Wirkens von Karl Dubbels war neben der Seelsorge die Predigt, deshalb publizierte er nur sehr wenig. Er sammelte durch seine nicht niedergeschriebenen, sondern nur im Kopf vorbereiteten Predigten eine große Personalgemeinde um sich. Es ging ihm darum, nicht nur etwas aus dem Predigttext herauszugreifen, sondern ihn als Ganzes zu erfassen und darzustellen.